# Lourenço Schmidt
Lourenço Schmidt, também conhecido como Lou Schmidt (nascido em 17 de maio de 1979) é um produtor musical, compositor, diretor criativo, e multi-instrumentista brasileiro radicado em São Paulo e um dos sócios da Antfood.

## Trabalho
Lou produz discos e compõe trilhas sonoras para comerciais de TV, Cinema, DVDs e teatro desde 2000. É um dos sócios da Antfood (premiada produtora de som com estúdios em Nova York, São Paulo e Amsterdam) desde 2012 e já lançou três álbuns solo: Universo em fade (2011), Decompression (2016) e Turn me Off (2020). Foi mencionado no artigo "As melhores produtoras de áudio do País" no portal “Meio & Mensagem” como um dos três sócios e diretor de criação da Antfood em São Paulo.
Trabalhou como compositor e diretor musical no filme "The Red Stain", curta-metragem de marca criado para Francis Ford Coppola Winery e dirigido por Rodrigo Saavedra. Foi diretor musical do projeto 'Ain't cute’ da Animal Hope Project, criado pela agência Leo Burnett Tailor Made. Produziu música e sound design para o curta de animação feito por fãs, “Street Fighter III – Fuurinkazan”, criado por Derek Henriques e Victor Hugo Queiroz. E também trabalhou no curta metragem de animação chinês 3D, intitulado “Fu”, entre inúmeros outros projetos.

## Álbuns
Lou Schmidt, em 2020, lançou o EP “Turn Me Off”, que conta com três músicas, no Spotify, Deezer, Amazon Music, Youtube e diversos outros serviços de streaming. Ele foi responsável por compor as faixas, escrever as letras, tocar todos os instrumentos, cantar, gravar e mixar o projeto. Também criou, dirigiu e editou todos os videoclipes do álbum. O artista também lançou os álbuns Decompression (2016) e Universo Em Fade (2011).

### Turn Me Off (2020)
| # | Título                        | Tempo |
| 1 | Secret Ocean                  | 3:37  |
| 2 | City of Sorrow                | 3:27  |
| 3 | Turn Me Off                   | 3:14  |
| 4 | Secret Ocean - Instrumental   | 3:37  |
| 5 | City of Sorrow - Instrumental | 3:27  |
| 6 | Turn Me Off - Instrumental    | 3:14  |

### Decompression (2016)
| #  | Título                    | Tempo |
| 1  | Waking up a Zombie        | 4:15  |
| 2  | Quasi-late                | 4:14  |
| 3  | Deadline #1               | 4:38  |
| 4  | Lunch Time, Eat Fast!     | 4:06  |
| 5  | Never Ending Meeting      | 3:52  |
| 6  | Revisions                 | 3:37  |
| 7  | Deadline #2               | 4:15  |
| 8  | A Favor Please            | 4:24  |
| 9  | Insomnia - Dreaming Awake | 4:17  |
| 10 | Sleeping Zombie           | 4:32  |

### Universo Em Fade (2011)
| #    | Título                  | Tempo |
| 1.1  | Universo em Fade        | 4:17  |
| 2.1  | O Moicano               | 4:18  |
| 3.1  | Qual é o limite?        | 4:35  |
| 4.1  | O Problema é na Cabeça  | 4:46  |
| 5.1  | Essa é minha Vida       | 4:01  |
| 6.1  | Noir                    | 3:12  |
| 7.1  | Tão Normal              | 3:47  |
| 8.1  | Não Deixe A Vida Passar | 3:06  |
| 9.1  | Por que é assim?        | 3:36  |
| 10.1 | Fuzzy Dream             | 3:14  |
| 11.1 | Ending                  | 3:35  |
| 1.2  | Diamandas 1             | 4:51  |
| 2.2  | Dnb From Jungle         | 3:03  |
| 3.2  | Jardim De Inverno       | 3:20  |
| 4.2  | Lou Voltou              | 3:32  |
| 5.2  | Link 4                  | 3:40  |
| 6.2  | Trimesgistus I          | 4:32  |
| 7.2  | Two Sides               | 3:06  |
| 8.2  | Atmosphere II - Throat  | 1:42  |
| 9.2  | The Matrix              | 2:07  |
| 10.2 | Trimegistus II          | 2:57  |
| 11.2 | Big Beat From Mars      | 9:21  |

Lou Schmidt e Everton Behenck lançaram o álbum do livro “Nada mais Maldito que um Amor Bonito”, escrito por Everton em 2020. O álbum é composto por 62 faixas de poemas declamados por Everton com música de Lou. Ele também produziu o álbum Mergulho de Luiza Caspary, o álbum de estreia da banda Call me Lolla e o álbum Superstereophonic da banda Aqua-play.

## Recepção crítica
Seu trabalho foi reconhecido e premiado nos maiores festivais criativos do mundo, como Cannes Lions, The One Show, Wave Festival e Festival do Clube de Criação (CCSP).
| Ano  | Festival         | Nomeação / Trabalho                                                                                        | Prêmio                                                         | Função                        | Referência    |
| 2020 | Clio Awards      | "Google - Museu do Impedimento" da AKQA                                                                    | Prêmio Grand Clio - Categoria Direct                           | Diretor de criação na Antfood |               |
| 2020 | APRO's WEXT      | Indústria Brasileira - APRO e Film Brazil                                                                  | Melhor Produtor Musical                                        | Diretor de criação na Antfood | [ 28 ] [ 29 ] |
| 2019 | Cannes Lions     | Talent Marcel's "Osesp - See the Music”                                                                    | Leão de Bronze na categoria "Entertainment for Music"          | Diretor de criação na Antfood |               |
| 2019 | The One Show     | Africa's “Telefonica - My name, my game“                                                                   | Lápis de prata na categoria "Branded Entertainment"            | Diretor de criação na Antfood | [ 30 ]        |
| 2018 | APRO's WEXT      | Indústria Brasileira - APRO e Film Brazil                                                                  | Melhor Produtor Musical (Nomeado)                              | Diretor de criação na Antfood | [ 31 ]        |
| 2018 | Cannes Lions     | Wieden Kennedy's "Old Spice - Pimp the extreme ninja master runway chef ink tank factor has talent Brasil" | Leão de Bronze na categoria "Entertainment"                    | Diretor de criação na Antfood |               |
| 2018 | Cannes Lions     | Africa's “Telefonica - My name, my game“                                                                   | Leão de Bronze na categoria "PR"                               | Diretor de criação na Antfood |               |
| 2018 | Cannes Lions     | DDB Paris's “Doctors without borders - Shut up death “                                                     | Leão de Bronze na categoria "Film Craft"                       | Diretor de criação na Antfood |               |
| 2018 | The One Show     | Association of Music Producers - "How to make music for advertising"                                       | Lápis de Bronze na categoria "Design"                          | Diretor de criação na Antfood |               |
| 2018 | The One Show     | Francis Ford Coppola Winery - The Red Stain                                                                | Lápis de bronze na categoria "Branded Entertainment"           | Diretor de criação na Antfood |               |
| 2017 | Festival do CCSP | JWT "Ford - Rotina"                                                                                        | Estrela de Prata na categoria "Melhor Trilha Sonora Adaptada"  | Diretor de criação na Antfood |               |
| 2017 | Festival do CCSP | "Fiat - Unolab” da Leo Burnett                                                                             | Estrela de Bronze na categoria "Melhor Trilha Sonora Adaptada" | Diretor de criação na Antfood |               |
| 2015 | Cannes Lions     | Y&R "Itaipava - Radio Finger"                                                                              | Leão de Bronze na categoria “Rádio"                            | Diretor de criação na Antfood |               |
| 2015 | Festival do CCSP | "Ford - Natal" da JWT                                                                                      | Estrela de Bronze na categoria “Melhor Trilha Sonora Adaptada" | Diretor de criação na Antfood |               |
| 2015 | Festival do CCSP | "Ford - Trem da Vida" da JWT                                                                               | Estrela de Ouro na categoria “Melhor Trilha Sonora Adaptada"   | Diretor de criação na Antfood |               |
| 2015 | Cannes Lions     | Almap's "VW Trucks - Custom Made Movie"                                                                    | Leão de Prata na categoria “Best Script"                       | Diretor de criação na Antfood |               |
| 2015 | Cannes Lions     | Lola's "Mattel Games Scrabble - Anagram Lovers"                                                            | Leão de Bronze na categoria “Film Craft"                       | Diretor de criação na Antfood |               |
| 2014 | Cannes Lions     | JWT's "Tramontina - Bible of Barbecue“                                                                     | Leão de Bronze na categoria “Branded Content & Entertainment " | Diretor de criação na Antfood |               |

Atuou como jurado do Festival do CCSP São Paulo de 2015 a 2019. Além disso, também fez parte do júri no festivais AICP Awards e Ciclope Awards ambos em 2020, todos na Categoria Trilha Sonora.